# Ashmeadiella prosopidis
Ashmeadiella prosopidis är en stekelart som först beskrevs av Cockerell 1897. Ashmeadiella prosopidis ingår i släktet Ashmeadiella, och familjen buksamlarbin. Inga underarter finns listade i Catalogue of Life.